# Clustan
Clustan war eines der ältesten integrierten Statistik-Programme zur Clusteranalyse und zum Data-Mining. Die Anfänge gehen auf Fortran-Programme aus dem Jahr 1968 zurück. David Wishart war gleichzeitig der Entwickler und Chef der Firma Clustan Ltd aus Edinburgh. In den 1990er Jahren wurde die Software von ihm an den (Windows-)PC angepasst und mit einer interaktiven Grafikausgabe versehen. Die letzte Version erschien 2005, und seit 2018 ist die Webseite nicht mehr erreichbar. Am 12. März 2020 verstarb David Wishart.

## Themengebiete der Clustan-Software

### Hierarchische Cluster Methoden
- Cluster: hierarchische Clusteranalyse auf Datenmatrizen
- Hierarchy: hierarchische Clusteranalysen auf Ähnlichkeitsmatrizen
- Centroid: Schwerpunktbildung in Ähnlichkeitsmatrizen
- Density: hierarchische Dichteschätzer-Methode
- Divide: hierarchische Verteilungsclusterbildung auf binäre Variablen

### Nicht-hierarchische Cluster Methoden
- Classify: Identifizierung von neuen Fällen durch Traversierung von Clusterbäumen
- Normix: Maximum-Likelihood Abschätzung der Maßgrößen von multivariaten Normalverteilungen mit Signifikanztests
- Invariant: iterative Optimierung von Wilks' Lambda or Hotelling's Trace
- Mode: Finden „natürlicher“ Cluster durch Schätzung disjunkter Dichteflächen
- Relocate: iterative Zuordnung zu Clusters (k-means-Algorithmus)
- Kdend: Suche von Bk-overlapping-clusters (Jardine-Sibson Clustermethode, siehe Voronoi-Interpolation)
- Dndrite: Teilung von minimal reichenden Bäumen, um die Summe der Fehlerquadrate zu minimieren (Regressionsanalyse)
- Euclid: fuzzy Clusterung, um Quadratsummen zu minimieren

### Sonstige statistische und grafische Hilfsroutinen
- Read similarity matrix: Lesen von Ähnlichkeitsmatrizen
- Calculate similarity matrix: Berechnen einer Ähnlichkeitsmatrix mit einer Vielzahl von verschiedenen Koeffizienten
- Print results: Druck der Clusteranalyse-Ergebnisse
- Scatter: Zeichnen von Scatter- und Cluster-Diagrammen (Plots)
- Plink: Zeichnen hierarchischer Cluster-Bäume
- Rules: Signifikanztests für die beste Aufteilung
- Compare: Vergleich hierarchischer Klassifikationen

### Grafische Darstellungssoftware
- ClustanGraphics: interaktive Software um die Ergebnisse grafisch anzusehen